# Thick as a Brick 2
Thick as a Brick 2 (přesněji TAAB 2: Whatever Happened to Gerald Bostock?) je sólové studiové album Iana Andersona. Je pokračováním alba Thick as a Brick skupiny Jethro Tull z roku 1972, toto vyšlo v dubnu 2012 u EMI Records u příležitosti čtyřicátého výročí vydání původního alba.

## Seznam skladeb
Původní album Thick as a Brick obsahuje dvě dlouhé skladby, toto je rozděleno na sedmnáct samostatných skladeb. Autorem všech skladeb je Ian Anderson.
1. „From a Pebble Thrown“
2. „Pebbles Instrumental“
3. „Might-have-beens“
4. „Upper Sixth Loan Shark“
5. „Banker Bets, Banker Wins“
6. „Swing It Far“
7. „Adrift and Dumfounded“
8. „Old School Song“
9. „Wootton Bassett Town“
10. „Power and Spirit“
11. „Give Till It Hurts“
12. „Cosy Corner“
13. „Shunt and Shuffle“
14. „A Change of Horses“
15. „Confessional“
16. „Kismet in Suburbia“
17. „What-ifs, Maybes and Might-have-beens“

## Obsazení
- Ian Anderson – zpěv, flétna, kytara
- Florian Opahle – kytara
- John O'Hara – akordeon, varhany, klavír, klávesy
- Pete Judge – trubka, křídlovka, tuba
- Ryan O'Donnell – zpěv
- David Goodier – baskytara, zvonkohra
- Scott Hammond – bicí, perkuse